# سن سورو
شهر  سن سورو (به ایتالیایی: San Severo) با جمعیت ۵۵٬۸۲۴ نفر  در ناحیه آپولیا در کشور ایتالیا واقع شده‌است.